# Dorand AR.1
Die Dorand AR.1 war ein französisches Militärflugzeug.

## Entwicklung
Die AR.1 geht auf die DO.1 des gleichen Konstrukteurs zurück, von der 1914 einige Maschinen an Russland gehen sollten, was der Kriegsausbruch aber verhinderte; die Flugzeuge wurden in die französischen Fliegerkräfte eingegliedert. Sie erwiesen sich aber insgesamt als nur wenig erfolgreich und wurden bald von den Farman-Druckpropellermaschinen abgelöst.
Als diese ab 1916 zunehmend veraltet waren und Ersatz notwendig wurde, konnten sich die meisten französischen Flugzeugfirmen immer noch nicht mit der Verwendung von Zugpropellern in zweisitzigen Flugzeugen anfreunden. Die damals unter Leitung von Dorand stehende Section Technique de l’Aeronautique (S.T.Ae.) in Chalais-Meudon entwickelte daraufhin aus der DO.1 als Beispielkonstruktion die AR.1 A2.
Das Muster wies einige außergewöhnliche Konstruktionsmerkmale auf, so zum Beispiel negative gestaffelte Flügel und einen auf Streben über dem Unterflügel liegenden Rumpf. Als Triebwerk diente der einzige damals in größerer Stückzahl verfügbare Reihenmotor von Renault, der einen Frontkühler und ein Auspuffsammelrohr über dem Oberflügel erhielt.
Im September 1916 waren die Erprobungen abgeschlossen und die AR.1 stand ab April 1917 im Einsatz. Später entstand noch die weiterentwickelte AR.2. Beide Muster waren aber untermotorisiert und wurden ab 1918 aus den Einheiten der Westfront abgezogen. Neben den französischen Fliegerkräften hatte auch das amerikanische Expeditionskorps 22 AR.1 und 120 AR.2 erworben.

## Technische Daten

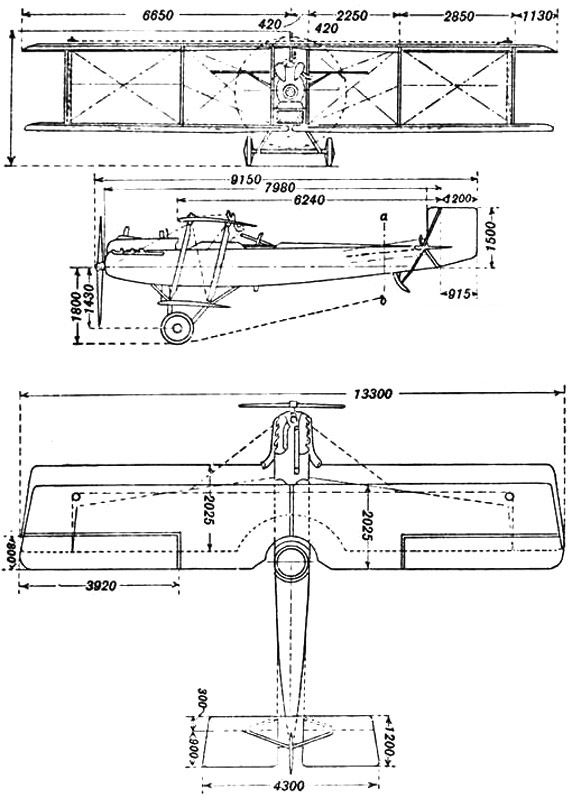
Dreiseitenriss

| Kenngröße             | Daten (Dorand AR.1 A2)                                                      |
| --------------------- | --------------------------------------------------------------------------- |
| Besatzung             | 2                                                                           |
| Länge                 | 9,15 m                                                                      |
| Spannweite            | 13,30 m                                                                     |
| Höhe                  | 3,30 m                                                                      |
| Flügelfläche          | 50,17 m²                                                                    |
| Leermasse             | 810 kg                                                                      |
| Startmasse            | 1315 kg                                                                     |
| Höchstgeschwindigkeit | 160 km/h in 4000 m 145 km/h in 3000 m 148 km/h in 2000 m                    |
| Steigzeit             | auf 2000 m: 13 min auf 4000 m: 39 min                                       |
| Dienstgipfelhöhe      | 5500 m                                                                      |
| Flugdauer             | 3 h                                                                         |
| Triebwerk             | ein wassergekühlter Reihenmotor Renault 8Gdy, 200 PS (147 kW) Startleistung |
| Bewaffnung            | 2 bis 3 MG 7,7 mm (Lewis); 80 kg Bomben                                     |